# 嫁入豪門
《嫁入豪門》，2012年中国大陆民国偶像剧，由佘诗曼、钱泳辰、江祖平及陆昱霖領衍主演，2012年在浙江紹興公共頻道首播，2013年在江西衛視上星播出。剧集以1925年军阀割据的时代为背景，講述沈家养女沈盈秀（佘诗曼飾）为践行婚约而代嫁家道中落的许家独子许家骏（钱泳辰飾），並與军阀之子曹锐（陆昱霖飾）展開一段愛恨交纏的三角關係，繼而历经种种磨难，最終得以苦尽甘来的情感故事。

## 播放平台
| 頻道                  | 國家/地區 | 播放日期            | 備註                     |
| --------------------- | --------- | ------------------- | ------------------------ |
| 浙江绍兴公共频道      | 中国大陆  | 2012年12月15日      |                          |
| 廣東珠江频道(粤语)    | 中国大陆  | 2013年1月6日-2月8日 |                          |
| 江西衛視              | 中国大陆  | 2013年2月10日       |                          |
| 佳乐台                | 新加坡    | 2013年5月27日       | 星期一至五19:00          |
| 佳乐台                | 新加坡    | 2016年5月24日       | 星期一至五00:00          |
| 马来西亚8TV(八度空间) | 马来西亚  | 2013年9月23日       |                          |
| GEM TV ASIA           | 越南      | 2014年9月8日        | 每週一至週五 21:00-22:00 |
| GEM TV ASIA           | 越南      | 2016年5月19日       | 星期一至五19:00          |

## 劇情概要
1925年，在军阀割据年代期间，沈家幼养女沈盈秀（佘诗曼飾）是一個外柔内刚、善良贤淑的坚毅女子。同時江南许家酱园遭军阀曹震方（汤镇业飾）迫害而导致家道中落。许家沈家本有婚约，为践行婚约及报答养父母的恩情，盈秀決定代替姐姐沈盈娣（江祖平飾）下嫁給许家独子许家骏（钱泳辰飾），但兩人並沒有任何感情。其後，因盈秀养女身份暴露令许父气绝身亡，家俊离家出走，家俊母亲一直责怪盈秀，並视盈秀為眼中钉，盈秀成有名无实的妻子但仍坚持留在许家。另一方面，曹家長子曹锐（陆昱霖飾）為人风流成性，在一次机缘巧合下认识了盈秀而對她一见钟情，並對盈秀展開猛烈追求。而离家出走後的家骏背负着血海深仇而拜萧九为师，率萧军打击曹军，及後曹震方震怒而抓来许母和盈秀做人质。盈秀为许母受尽屈辱，婆媳感情加深，家俊亦开始爱上盈秀。盈娣知道曹锐心仪盈秀向曹震方设计娶盈秀為姨太可引出许家俊，盈秀为能放走许母而答应成为曹震方的四姨太，盈秀与家骏最終能否在一起?

## 演員
| 演員   | 角色   | 關係/暱稱 |
| 佘诗曼 | 沈盈秀 | 沈家幼養女，性格外柔内刚、善良贤淑，因许家突遭家变，为了践行婚约及报答养父母的恩情而選擇代替姐姐出嫁，因养女身份被揭穿而導致家俊不堪受辱离家出走，並遭受婆婆責怪，其後历经种种磨难但仍坚守家园，无怨无悔的精神终於感動家俊，苦尽甘来，兩人夫妻同心，重振家业。 |
| 钱泳辰 | 许家俊 | 许家獨子，蕭軍軍官，后知親父是曹震方，對盈娣的愛轉至盈秀 |
| 江祖平 | 沈盈娣 | 沈家長女，本与许家俊订婚，為名利嫁给曹锐 |
| 陆昱霖 | 曹锐   | 曹震方長子，二世祖，喜愛盈秀並對她展開猛烈追求。 |
| 汤镇业 | 曹震方 | 軍閥，最終知道许家俊是自己親子而內疚一生 |
| 俞小凡 | 赵静秋 | 曹震方大太太，為保地位先后加害二三姨太和盈秀 |
| 商忆沙 | 朱素萍 | 曹震方二姨太，曹震方的最愛，本與许家俊的師父相愛，被曹震方強奸后懷有家俊，旦下家俊后出家為尼 |
| 唐熙   | 白如意 | 曹震方三姨太，盈秀好友，后與玉麟相愛 |
| 解惠清 | 曹莉   | 曹震方幼女，本與丈夫過著幸福生活，可惜被母親一手破壞 |
|        | 玉麟   | 戏班主唱，為保戲班而成為曹莉丈夫，后與如意相愛 |
| 钱璇   | 杜菲菲 | 曹锐二太太，懷有表哥骨肉而嫁入曹家 |
| 王卫国 | 沈刚   | 盈秀盈娣父親，愛護盈秀 |
| 陈楠   | 狗旦   | 许家骏好兄弟 |
| 吴姗姗 | 玉梅   | 戏班大师姐，曹莉好友 |